# 魏偃
魏偃（?—?），字盘虯，北魏巨鹿下曲阳（今河北省晋州市西）人。魏惇之叔。
魏偃在当世有才干本领，官至骁骑将军。但是他性情浮动，晚年依附高肇。参与诬陷彭城王元勰，魏宣武帝正始五年（508年），元勰被逼自杀，魏偃参与构成其事，受时人讥议。其子魏質。